# 8602 Oedicnemus
A 8602 Oedicnemus (ideiglenes jelöléssel 2480 T-3) a Naprendszer kisbolygóövében található aszteroida. Cornelis Johannes van Houten, Ingrid van Houten-Groeneveld és Tom Gehrels fedezte fel 1977. október 16-án.